# Sonia Arriaga
Sonia Lorena Arriaga García (Ciudad Mante, Tamaulipas, México) es una biotecnóloga ambiental, profesora e investigadora mexicana. Es investigadora titular B en el Instituto Potosino de Investigación Científica y Tecnológica (IPICYT) y miembro del Sistema Nacional de Investigadores (SNI) nivel III. Sus líneas de investigación se relacionan con el tratamiento de compuestos orgánicos volátiles, el modelaje matemático de procesos de biofiltración, y el tratamiento de bioaerosoles emitidos por biofiltros mediante procesos de oxidación avanzada.

## Trayectoria
Se graduó de la Facultad de Ciencias Químicas de la Universidad Autónoma de San Luis Potosí de la carrera de ingeniería química en 1999. Más tarde ingresó a la maestría en ciencias en la misma universidad, graduándose en agosto de 2001. 
Sus estudios de doctorado en Ingeniería Química los realizó en la Universidad Autónoma Metropolitana Unidad Iztapalapa. Dentro del periodo de estudios de doctorado realizó una estancia de investigación en la Universidad de Lund en Suecia estudiando la biodegradación de compuestos orgánicos volátiles hidrofóbicos en reactores de partición de dos fases. Su tesis de doctorado versó principalmente sobre la operación de biofiltros para la biodegradación de compuestos orgánicos volátiles. Se graduó del doctorado en 2005 y en ese mismo año ingresó como investigadora posdoctoral al Instituto Potosino de Investigación Científica y Tecnológica (IPICYT) con el proyecto Codigestión Anaerobia de Residuos Orgánicos para Producir Metano e Hidrógeno. 
En septiembre de 2006 se integró a la División de Ciencias Ambientales del IPICYT como profesora investigadora titular. Más adelante, en 2014 realizó una estancia de investigación en la Universidad de Aalborg, en el centro de comunidades microbianas para estudiar técnicas de cultivo-independiente para la identificación de microorganismos. Desde 2019 es profesora asociada en el Institut National de la Recherche Scientifique (INRS) en Quebec. 
Desde 2021 realiza una estancia sabática en la Universidad Nacional de Irlanda donde trabaja en el monitorieo de bioaerosoles en interiores. 

## Líneas de investigación
Sus principales líneas de investigación son la biotecnología e ingeniería ambiental incluyendo el modelado matemático del proceso de biofiltración. En su laboratorio se trabaja con la biofiltración de contaminantes del aire interior como lo es el formaldehído. Otra de sus áreas de investigación incluye el tratamiento de bioaerosoles mediante procesos de oxidación avanzada. Además, a partir de biorreactores biológicos de una fase estudia las emisiones de compuestos orgánicos volátiles para producir proteínas extracelulares de alto valor agregado y biopolímeros como polihidroxialcanoatos. 
Sus principales proyectos de investigación y trabajo colaborativo son: 
- Monitoreo de aire hornos (2019)
- Curso México - Quebec (2018)
- Degradación de emisiones de compuestos orgánicos volátiles en un sistema híbrido de oxidación UV/O3/TiO2 acoplado a un sistema biológico. Proyecto apoyado por el Consejo Nacional de Ciencia y Tecnología (CONACYT) en la convocatoria de Fondos Sectoriales SEP (2011 y 2015).
- Identificación y biodegradación de compuestos orgánicos volátiles, hidrocarburos y pesticidas emitidos en el Estado de Guanajuato mediante un sistema de biofiltración empacado con materiales de reuso microestructurados. Proyecto financiado por CONACYT bajo la convocatoria Fondos Mixtos (2007).

### Remoción de contaminantes del aire
Su laboratorio en el IPICYT monitorea contaminantes en el aire de interiores, particularmente estudiando material biológico suspendido, más conocido como bioaerosoles. Dentro de los que se encuentran esporas, virus, bacterias, polen, hongos, endotoxinas, y fragmentos celulares causantes de enfermedades respiratorias y alergias. Como parte de esta investigación se realizó un monitoreo dentro de un consultorio pediátrico, en el que se encontraron concentraciones de bioaerosoles 10 000 veces mayores a las aceptadas por la Organización Mundial de Salud. 
Además de realizar el monitoreo e identificación de bioaerosoles, también trabaja en la creación de sistemas de tratamiento para dichos bioaerosoles. Estos sistemas de tratamiento consisten en sistemas foto-catalíticos operados en flujo continuo, los cuales están siendo optimizados a través de la síntesis de catalizadores para que trabajen bajo radiación visible y consecuentemente sean más amigables con el ambiente. De igual forma, se pretende que estas tecnologías permitan valorizar las emisiones y transformarlas a productos de valor agregado como biopolímeros o proteínas. 

### Investigación relacionada con COVID-19
En 2020, durante la pandemia de COVID-19 comenzó a hacer difusión en medios de comunicación masivos mexicanos para alertar sobre la permanencia del virus SARS CoV-2 en estado viable en el aire por tres horas. Explicó que la evidencia científica demuestra la permanencia y existencia del virus SARS CoV-2 en el aire hasta por tres horas y en superficies como plástico y acero inoxidable hasta por 72 horas. Esto sugiere que el virus pude por transmitirse por vía aérea, por lo que para evitar la propagación del virus debe hacerse uso de mascarillas y mantener las áreas con pacientes infectados bien ventiladas. 

## Premios y reconocimientos
A lo largo de su carrera ha sido reconocida en diversas ocasiones. 
- 2000: Premio al mejor estudiante de la generación 1994 de Ingeniería Química, Universidad Autónoma de San Luis Potosí.
- 2005: Medalla al Mérito Universitario, Universidad Autónoma Metropolitana-Iztapalapa.
- Desde 2007: Miembro del Sistema Nacional de Investigadores (nivel III desde 2022). [17]
- Desde 2016: Miembro regular de la Academia Mexicana de Ciencias. [18]
- 2019: Premio Potosino de Ciencia y Tecnología en la categoría joven investigadora, modalidad investigación científica del área ciencias de la ingeniería. [19][20][21][22]

## Publicaciones destacadas

### Artículos científicos
Cuenta con cerca de 50 publicaciones académicas, entre las cuales destacan: 
- Davila-Vazquez, G., Arriaga, S., Alatriste-Mondragón, F., de León Rodríguez, A., Rosales Colunga, LM., Razo-Flores, E. Fermentative biohydrogen production: Trends and perspectives. Reviews in Environmental Science and Bio/Technology. 2008;7: 27-45.
- Arriaga S and Revah S. Improving Hexane Removal by Enhancing Fungal Development in a Microbial Consortium Biofilter. Biotechnology and Bioengineering. 2005; 90: 107-115.
- Arriaga S, Muñoz R, Hernández S, Guieysse B and Revah S. Gaseous hexane biodegradation by Fusarium solani in packed-bed and stirred tank bioreactors with two liquid phases. Environmental Science & Technology. 2006; 40 (7): 2390-2395.
- Muñoz R, Arriaga S, Hernandez S, Guieysse B, Revah S. Enhanced hexane biodegradation in a Two Phase Partitioning Bioreactor: overcoming pollutant transport limitations. Process Biochemistry. 2006; 41(7): 1467-1708.
- Arriaga S and Revah S. Removal of n-Hexane by Fusarium solani with a Gas Phase Bioreactor. Journal of Industrial Microbiology and Biotechnology. 2005; 32(11-12): 548-553.

### Artículos de divulgación científica
A lo largo de su carrera ha escrito algunos artículos de divulgación científica, entre los que destacan: 
- Itzel Covarrubias, Sonia Arriaga, Aitor Aizpuru. Limpieza del aire con biorreactores. Periódico La crónica, Pag. 20 (2015).
- Saul Esquivel, Aitor Aizpuru, Sonia Arriaga. ¿Bioaerosoles en interiores? un peligro para la salud. Revista Investigación y Desarrollo (2015).
- Sonia Arriaga y Olga Gutiérrez-Acosta. Microorganismos consumidores de contaminantes atmosféricos. Periódico El Pulso, Pag. 5C (2009).
- Felipe Alatriste-Mondragón y Sonia Arriaga. El aprovechamiento de residuos orgánicos. Periódico Pulso, Pag. 7C (2006).